# 内林久徳
内林 久徳（うちばやし ひさのり、1963年11月28日 - ）は元競輪選手、競輪評論家。滋賀県出身。旧日本競輪学校第62期卒業。ホームバンクは大津びわこ競輪場。初出走は1988年9月1日の大垣競輪場で初勝利は同開催の9月3日。血液型はA型。愛称は「ウッチー」。

## 戦績
滋賀県立瀬田工業高等学校時代の1981年、全国高等学校選抜自転車競技大会のポイントレースで優勝。同校卒業後、当時実業団チームの名門であったマエダ工業に入社。マエダ工業時代には1986年23歳のとき、世界自転車選手権に出場するなどアマチュア自転車界のトップクラスの選手であった。しかしその後、指導者と練習方法等を巡って対立したことが原因となって退社。約2年ほど「無職」の状態となったが、年齢制限間際で旧日本競輪学校に第62期生として入学。しばらくレース実績がなかったが、過去の実績から入学試験では一次試験で技能試験が免除された。62期では在校成績トップ、また卒業記念レースでも優勝を果たした。デビュー後からも着々と実績を積み上げ、1994年の日本選手権競輪で2着に入ると、以後は上位レースの常連として定着する。
1999年には広島競輪場で開催された、準特別競輪（現在のGIIに該当）共同通信社杯競輪でビッグレース初優勝を飾り、同年の賞金ランキングは上位にランクインした。翌2000年も高松競輪場で共同通信社杯競輪を連覇、2002年にはその年限り存在した「グランプリポイント制度」のもと上位に位置するなど、トップレーサーとして常に君臨し、安定した成績を残した。
しかし、晩年になるまで、近畿地区ではGIタイトルが獲れるレベルの強力な先行選手がなかなか育たなかったこともあって、レース中の強引な位置取りやコース取りにより失格の数が非常に多くなってしまい、ラフプレーを連発したことで事故点が膨らんだため、2002年を含めてペナルティによりKEIRINグランプリは3度も出場権を失っている。
そんな中、近畿地区でもようやく村上義弘などの大型先行選手が台頭したことにより、内林の状況は好転していく。2004年に大垣競輪場で行われた読売新聞社杯全日本選抜競輪では高城信雄の仕掛けに乗り、デビューから16年2ヶ月を経て遂に特別競輪初優勝を成し遂げ、同じ近畿地区で先に引退した松本整に次ぐ40代でのGI制覇（当時の内林は40歳11ヶ月）を果たした。なお同年末には念願だったKEIRINグランプリに初出場も果たした。
その後も松本整の後継者として目されていたが、その松本同様に2006年6月3日の高松宮記念杯競輪3日目、レース終了後に突然引退を表明した。このレースの結果は「失格」であり最終日の出走が絶たれたため一日早い発表となってしまったが、むしろ「内林らしい終わり方である」と言うファンの声もあった。
引退後は実業家として自ら立ち上げた事業に携わっているが、現在はSPEEDチャンネル専属、報知新聞社専属の競輪評論家として評論活動も行っている。
2019年、旧競輪学校同期で同じく競輪評論家である山口幸二からのオファーを受け、8月17日に開催される第62回オールスター競輪（名古屋競輪場）4日目のエキシビションレース『KEIRINレジェンドエキシビションⅡ』に出走することが決定、13年ぶりにバンクを疾走した。

## 主な獲得タイトル
- 2004年 - 読売新聞社杯全日本選抜競輪（大垣競輪場）

## 競走スタイル
S級昇格後しばらくは自在型となっていたが実際には先行時の末脚に欠け、捲りに回ることが多く、漫画ギャンブルレーサーでも「てめえだけの捲り屋」と描かれていた。これは当時の近畿地区の先行屋不在という点が大きく影響していたと思われる。晩年は松本整に次ぐ存在として、近畿地区を代表する追込型として活躍。ゴール前の直線では両腕を激しく振るフォームが特徴的であった。
ただ目標選手が居ないときは他ラインの先行選手の番手を狙う事も多かったため、失格や重大走行注意（事故点による競走得点の大幅減点）を受けることが非常に多かった。